# Московский поход королевича Владислава
Московский поход королевича Владислава Вазы — заключительный эпизод русско-польской войны 1609—1618 гг., когда Речь Посполитая пыталась установить контроль над Русским царством и посадить на его престол королевича Владислава. В ходе похода Владислава войска Речи Посполитой (в том числе запорожские казаки гетмана Сагайдачного) второй раз за войну подошли к Москве, однако взять её штурмом не смогли.

## Предыстория
В 1610 году, в разгар Смутного времени, напуганные крестьянско-казацкими бунтами бояре призвали поляков. По договору от 4 февраля 1610 года, заключённому под Смоленском между королём Сигизмундом и русским посольством, королевич Владислав IV должен был занять, после принятия православия, московский престол. После низложения Василия Шуйского летом 1610 года московское правительство (Семибоярщина) признало Владислава царём и даже приступило к чеканке монет от имени «Владислава Жигимонтовича». Но Владислав православия не принимал, в Москву не прибыл и не был венчан на царство. В октябре 1612 года в Москве было низложено боярское правительство королевича Владислава. А в 1613 году царём был избран Михаил Фёдорович. Тем не менее Владислав не отказался от своих прав на московский престол. На московский поход Владислава вдохновил глубокий рейд внутрь России пана Лисовского в 1615 году, который с малочисленным отрядом лисовчиков легко прошёл кольцом вокруг Москвы от Брянска и Орла до Костромы и Мурома и вернулся обратно в Польшу. Решение о походе на Москву принял варшавский сейм летом 1616 года. Военным руководителем похода был назначен великий гетман литовский Ян Кароль Ходкевич. В апреле 1617 года Владислав выступил из Варшавы.

## Соотношение сил

### Польско-литовская армия

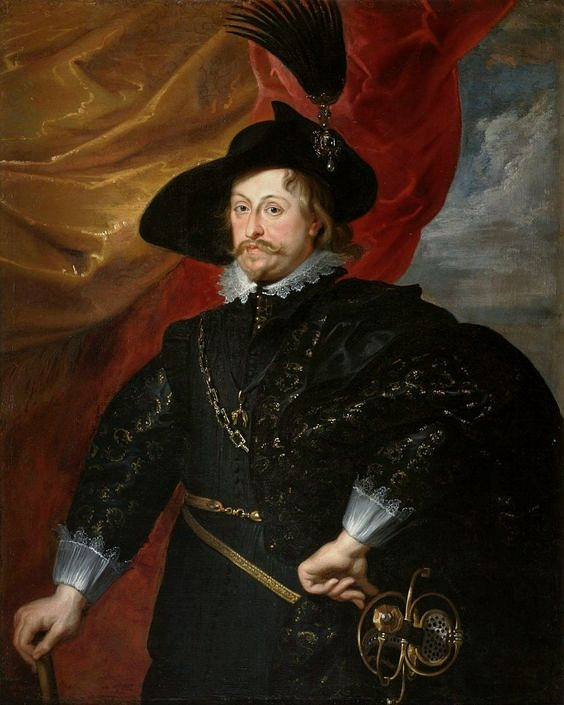
Портрет Владислава Вазы кисти мастерской Рубенса, 1624 г.

Польско-литовская армия включала в себя два основных компонента — коронный, находившийся под непосредственным командованием Владислава, и литовский под командованием великого гетмана литовского Я. К. Ходкевича. В начале похода коронная армия насчитывала около 10000 человек (6000 конницы и 4000 пехоты). Однако летом 1617 года значительную часть конницы (9 гусарских и 6 казацких хоругвей) пришлось отправить на южную границу в армию великого гетмана коронного С. Жолкевского из-за угрозы со стороны турок. В итоге на соединение с литовской армией Владислав привел только 4000 чел. Литовская армия к началу наступления насчитывала около 7000 чел. и включала в себя, помимо наёмных частей, отряды лисовчиков.
Не имея явного преимущества перед русской армией в численности, польско-литовские войска значительно превосходили противника качественно. Основу их составляли опытные наёмные войска. В распоряжении Владислава и Ходкевича имелась многочисленная тяжеловооруженная гусарская кавалерия, с которой русская конница не могла соперничать в открытом бою. Тем не менее затягивание похода после первых успехов заставило польское правительство усилить армию Владислава. Летом 1618 года в неё были возвращены войска, ранее переданные Жолкевскому, и направлены новые подкрепления во главе с Мартином Казановским. В разгар боев под Можайском польско-литовская армия насчитывала уже около 18000 человек (14000 конницы, в том числе 2800 гусар и 4000 пехоты). В это число не входили многочисленные слуги шляхты, которые могли использоваться как вспомогательные войска. Серьёзным недостатком являлось небольшое количество пехоты и артиллерии. После боёв под Можайском часть войска, не получавшая жалованье, покинула лагерь, вернувшись в Речь Посполитую или отправившись грабить уезды Русского государства. В итоге к стенам Москвы Владислав и Ходкевич привели всего около 8000 чел.

### Русская армия
Армия Русского государства находилась на нижнем пределе боеспособности. Многолетняя Смута и разорения поместий привели к тому, что значительная часть поместной конницы, составлявшей лучшую часть русской армии, не могла выступить в поход. В этих условиях на завершающем этапе Смутного времени возросла роль конницы, не требовавшей больших затрат — казаков, татар и новокрещён. Одной из главных проблем русской армии была ненадёжность значительной её части (особенно казаков). Пехота была представлена стрелецкими приказами, но и их численность была невелика, поэтому в качестве пехоты использовались те же казаки или вообще посадские люди.
В боях под Дорогобужем и Вязьмой действовала армия Юрия Сулешова — 3500 человек (в том числе 1500 поместной конницы, 1000 стрельцов, 1000 татар, новокрещен и казаков). Так как в её составе было много московских чинов (около 500), то в армии находилось необычно большое число боевых слуг. Весной им на помощь была направлена армия Петра Пронского — 2300 чел. Вместе с гарнизонами крепостей численность русской армии была примерно равна противнику.
Во время боев в районе Можайска численность русской армии также достигла максимального значения за весь период кампании. В трех армиях (Дмитрия Черкасского, Бориса Лыкова и Дмитрия Пожарского) насчитывалось 16500 человек (в том числе 5700 поместной конницы, 2800 стрельцов, 4500 казаков и 3000 татар). В группировку под Можайском вошли практически все боеспособные части. Так, на южном рубеже для защиты от татар было оставлено всего 1200 конницы. Гарнизон Москвы в период осады и штурма списочно насчитывал 11500 человек, однако большинство из них составляли вооруженные жители (5500 чел.) и ненадежные казаки, 2600 человек).

### Войско казаков П. Сагайдачного
Численность казачьей армии составляла до 20000 человек и 17 легких пушек. Организационно она делилась на 6 полков, из которых самым большим был гетманский полк (5000 чел.). Возможно, численность казачьего войска в польско-литовских источниках была традиционно завышена. Во время вторжения в Россию значительная часть казачьих отрядов действовала отдельно от основной армии. В штурме Москвы приняли участие около 5000 человек. Важным преимуществом казачьей армии была высокая подвижность.

## Поход на Москву

### Начало похода

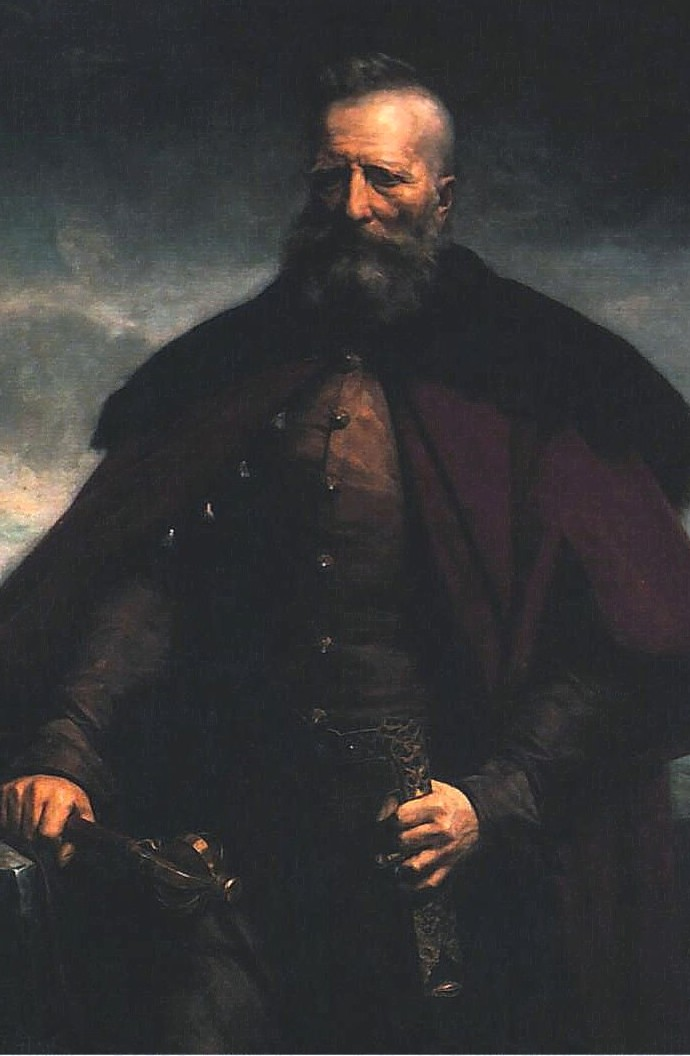
Великий гетман литовский Ян Кароль Ходкевич

Наступление литовцев началось фактически ещё до выступления Владислава в поход. Пользуясь слабостью и низким боевым духом блокирующих Смоленск русских отрядов (около 3500 человек), в ноябре 1616 г. отряд Александра Гонсевского (до 2000 чел.) предпринял смелый манёвр и расположился в тылу у русской осадной армии Михаила Бутурлина в селе Твердилицы. На помощь осадным русским войскам под Смоленск была направлена армия Ю. Я. Сулешова и С. В. Прозоровского, которая смогла одержать две победы над поляками: 30 марта 1617 года был разбит литовский разъезд полковника Вишля, а 6 апреля 1617 года — отряды князя Семена Масальского. Однако в мае 1617 года, в связи с подходом на помощь Гонсевскому «лисовчиков» во главе с новым полковником Станиславом Чаплинским, русское осадное войско было вынуждено покинуть острожки под Смоленском и отойти по направлению к Белой. Единственным успехом стала победа над лисовчиками в бою под Дорогобужем 14 мая 1617 года, когда только пленными литовцы потеряли 240 человек.
Владислав выступил из Варшавы 5 апреля 1617 года, но был вынужден двигаться кружным путём через Волынь. Этим король Сигизмунд III стремился предупредить возможное турецкое вторжение. В сентябре 1617 года Владислав прибыл в Смоленск, а к Дорогобужу подошла армия Ходкевича. 1 (11) октября воевода Дорогобужа Иванис Ададуров перешел на сторону Владислава. Весть о сдаче города привела к настоящей панике в русском войске под Вязьмой и 8 (18) октября крепость была без боя занята интервентами. Несколько перешедших на сторону врага воевод во главе с Ададуровым были посланы в Москву для того, чтобы «прельстить московских людей». Возможно, Владислав и польские комиссары надеялись использовать успехи в боях и повторить события 1604 года, когда прибытие в Москву посланцев «законного царя» Лжедмитрия I привело к свержению царя Федора Годунова. Но на этот раз посланцы были схвачены и высланы по городам.
Передовые отряды Чаплинского и Гонсевского проникли дальше вглубь русской территории к главной базе русских войск — Можайску и заняли располагавшийся неподалёку Колоцкий монастырь. Фактически на пути противника к столице оставался лишь плохо укрепленный Можайск и слабое войско с низким боевым духом. Некоторые из советников Владислава советовали немедленно атаковать Можайск, называя его «ключом к Москве», однако наступательный порыв польско-литовской армии стал угасать. Наемные солдаты требовали выплаты жалованья, а наступившие холода удерживали их от продолжения ведения боевых действий. Армия противника остановилась в районе Вязьмы на «зимние квартиры», обеспечив свою безопасность небольшими острожками, занятыми сильными гарнизонами.
После получения известий о направлении главного удара польско-литовских сил правительство развернуло на их пути три группировки. Ещё в октябре 1617 года в Калугу по просьбе местного населения был послан князь Дмитрий Пожарский, к которому на усиление была придана большая часть войск «украинного разряда» и ряд других отрядов с южного рубежа. Армии Пожарского противостояли в основном «лисовчики» Чаплинского и регулярные отряды Петра Опалинского. Самым крупным их успехом стало взятие и сожжение Мещовска и Козельска. С октября 1617 года по май 1618 года Пожарскому удалось успешно оборонять Калугу от поляков, обосновавшихся в лагере под Товарково.

### Бои под Можайском
На центральном направлении, в Можайске, располагалась армия князя Бориса Лыкова. Она должна была действовать против поляков вдоль дороги Вязьма-Можайск. В январе 1618 года польско-литовские войска предприняли первую неудачную атаку Можайска.
Для прикрытия северо-западного направления в Волоколамске было сосредоточена третья армия во главе с князем Дмитрием Черкасским. Вскоре и из Речи Посполитой пришло решение сейма на финансирование продолжения ведения боевых действий. Владиславу было велено закончить войну с Русским государством в течение года. Временно Владиславу были возвращены войска, отобранные у него несколькими месяцами ранее для армии Станислава Жолкевского, и даже приданы дополнительные силы.
Получив подкрепление, весной 1618 года Ходкевич и Владислав перешли к завершающему этапу кампании. Основные силы польско-литовской армии напали на полк Лыкова в Можайске. Начались постоянные стычки русских отрядов с отрядами противника. Вначале нападения противника отражал лишь полк Лыкова. Можайск в то время не обладал сильными укреплениями и лагерь русских войск опирался на систему острогов. В самом городе располагался гарнизон Федора Волынского. Лыкову все труднее было сдерживать натиск всей польско-литовской армии и он попросил помощи. Так как направление удара было точно определено, вскоре под Можайск были стянуты все три части русской армии. В июне 1618 года Пожарский переместился в район Боровска, а Черкасский — в район Рузы. Подход армий Черкасского и Пожарского почти уравнял силы противостоящих сторон. Ожесточенные бои под Можайском продолжались более месяца. Пытаясь усилить армию в Можайске, правительство приказало Черкасскому переместиться со своим полком вплотную к лагерю Лыкова. Однако поляки предупредили действия русского воеводы. Полки Черкасского были атакованы в походном положении и с большим трудом пробились в Можайск, потеряв большую часть обоза. Отряд лисовчиков под командованием Чаплинского перекрыл путь снабжения из Москвы.
Силы сторон были все же неравными и, опасаясь полного окружения и уничтожения, Лыков принял решение оставить город. Прикрывать отход русских войск должен был полк Дмитрия Пожарского. Армия Лыкова без потерь отступила к Боровску, вслед за ней отошли войска Волконского и Пожарского. После отступления главных сил русской армии остроги были сожжены, а в Можайске был оставлен гарнизон под командованием Федора Волынского. В течение месяца Волынский успешно отбивался от всего польско-литовского войска. 16 (6) сентября, так и не взяв город, Владислав выступил в направлении Москвы.

### Наступление Сагайдачного

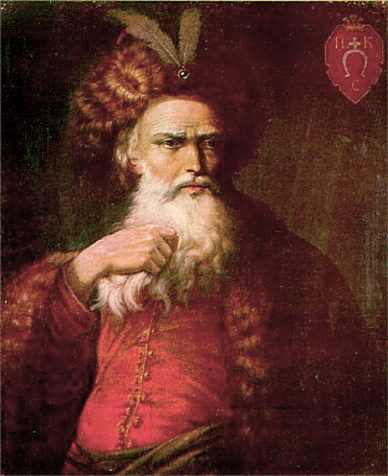
Гетман Петр Сагайдачный

Пока армия Владислава находилась в Вязьме, не предпринимая наступательных действий, сам он вёл активные переговоры о поддержке с запорожцами. Этому способствовало назначение гетманом лояльного к Речи Посполитой Петра Сагайдачного. Запорожцы согласились, но выдвинули требования, среди которых было расширение казацкой территории, свобода на Украине православной веры, увеличение численности казацкого войска, признание со стороны Польши судебной и административной автономии Запорожской Сечи. 28 октября 1617 года был подписан Ольшанский договор, по которому, в обмен на участие в Московском походе, эти условия получили одобрение. Владислав прислал атаману Сагайдачному соответствующие клейноды: булаву, бунчук, печать и флаг.
Ещё до пересечения границы запорожцы приступили к грабежам. В июне 1618 года они разорили Киевское воеводство, покинув его под прямым военным давлением коронных войск и местных магнатов. Не решаясь атаковать крупные крепости, армия Сагайдачного пересекла границу, прошла между Курском и Орлом и 30 июня внезапно захватила Ливны, причем город был взят штурмом и сожжён, воевода Никита Черкасский был захвачен в плен. Часто встречающиеся сведения о захвате запорожцами таких городов, как Путивль, Рыльск или Курск, не соответствуют действительности. До заключения Деулинского перемирия они находились под контролем русских войск, а их воеводы снаряжали походы на территорию противника.
Следующей жертвой казаков стал Елец. Небольшой отряд казаков выманил из крепости воеводу и притворным отступлением заставил его удалиться от стен. Основные силы тем временем ворвались в беззащитный город. В Ельце запорожцы захватили богатую добычу, так как в городе остановилось русское посольство в Крым. И без того ослабленная отправкой под Можайск подкреплений, оборонительная система юго-западных рубежей была разрушена. После Ельца запорожское войско, разделившись на два отряда, широким фронтом двинулось в пространство между Тулой и Переяславлем-Рязанским. Часть войска под командованием полковника Михаила Дорошенка двинулась в сторону Рязани. По пути они без боя заняли Лебедянь, Данков и Ряжск. После этого были захвачены и сожжены Скопин и Шацк. Вторая часть войска во главе с самим гетманом встретила отпор под Михайловым. На этот раз воеводы были предупреждены и осада завершилась неудачей.
Появление огромной армии запорожцев на фронте сразу же резко изменило соотношение сил в пользу нападавших. Правительство попыталось отразить удар силами войск, собранных в районе Боровска и Пафнутьева монастыря. Но ядро сил под Боровском составляли ненадёжные казачьи станицы. Пока ими командовал князь Дмитрий Пожарский, они ещё подчинялись приказам, но после того, как воевода заболел, вышли из подчинения. Командование армией на Окском рубеже принял на себя второй воевода князь Григорий Волконский. Бои на переправах не привели к успеху — запорожцы проникали через незащищенные переправы, а армия Волконского таяла на глазах. В итоге почти все казачьи станицы отправились грабить окрестные земли, а значительная часть дворян съехала в Москву. Воевода был вынужден укрыться в Коломне. Путь на Москву запорожцам был открыт.

### Штурм Москвы

Части Москвы XVII века: Кремль, Китай-город, Белый город, Земляной город

Основные силы поляков, тем временем, наступали на Москву через Звенигород, которого достигли 13 (23) сентября 1618 года. 22 сентября (2 октября) польско-литовская армия подошла к Москве, разместившись на месте бывшего Тушинского лагеря. Сагайдачный первоначально разместился у Донского монастыря, прикрывая переправу через Москву реку своих обозов. В отличие от трех предыдущих оборон Москвы (против Болотникова, Тушинского вора и Ходкевича в 1612 г.), опиравшихся на укрепления большого земляного города, в 1618 году главной линией обороны стал Белый город. В преддверии осады вся пехота была расписана по стенам и башням Белого города и в остроги за Яузой и Москвой-рекой. Были размещены небольшие гарнизоны и в двух мощных монастырях — Симоновом и Новодевичьем. Конница была сведена в четыре отряда и размещена в четырёх районах Москвы, отделенных естественными преградами.
Ходкевич принял решение атаковать город почти с ходу — штурм был намечен уже в ночь с 10 на 11 октября 1618 года. Только быстрый и успешный штурм мог обеспечить триумф похода. Затягивание осады лишь увеличивало бы сложность задачи — в Москву могли беспрепятственно проникать подкрепления. План штурма, разработанный в штабе гетмана, был следующим: отвлекающую атаку на заре должны были предпринять 5000 запорожцев, напав на русские остроги в Замоскворечье. Тем временем главный удар наносился с запада по Арбатским и Тверским воротам. Часть пехоты огнём заставляла обороняющихся покинуть стены, другая уничтожала инженерные препятствия перед воротами. После разрушения ворот пехота должна была атаковать и захватить стены Белого города, а конница — ворваться на улицы Москвы. Прорыв поляков через укрепления Белого города как минимум привёл бы к окружению Кремля вместе с русским правительством, в худшем — к его пленению.
Незадолго до начала штурма на сторону осажденных перебежали два французских мастера-подрывника. Являясь непосредственными исполнителями плана подрыва ворот, они были посвящены во многие детали штурма, но, самое важное, они знали и сообщили дату и время начала атаки. Как и следовало ожидать, штурмующие сразу натолкнулись на подготовленное и упорное сопротивление. Атака Тверских ворот захлебнулась сразу же — огонь русской пехоты со стен Белого города расстроил ряды атакующих. Стены крепости оказались слишком высоки для штурмовых лестниц. В ходе вылазки атакующие были отброшены. Огромная масса запорожцев вообще не решилась вступать в бой.
У Арбатских ворот поначалу успех сопутствовал интервентам. Полякам удалось закрепиться на линии деревянных укреплений перед воротами и приступить к установке петард. В разгар боя их командир Бартоломей Новодворский был ранен в руку и покинул поле боя. Несмотря на это, польско-литовские отряды продолжали теснить защитников. Решающим эпизодом стало появление отряда шотландских и ирландских наемников на русской службе — «бельских немцев», вокруг которых сплотились и остальные воины. К вечеру поляки были выбиты из укрепления.

### Завершение похода и заключение перемирия

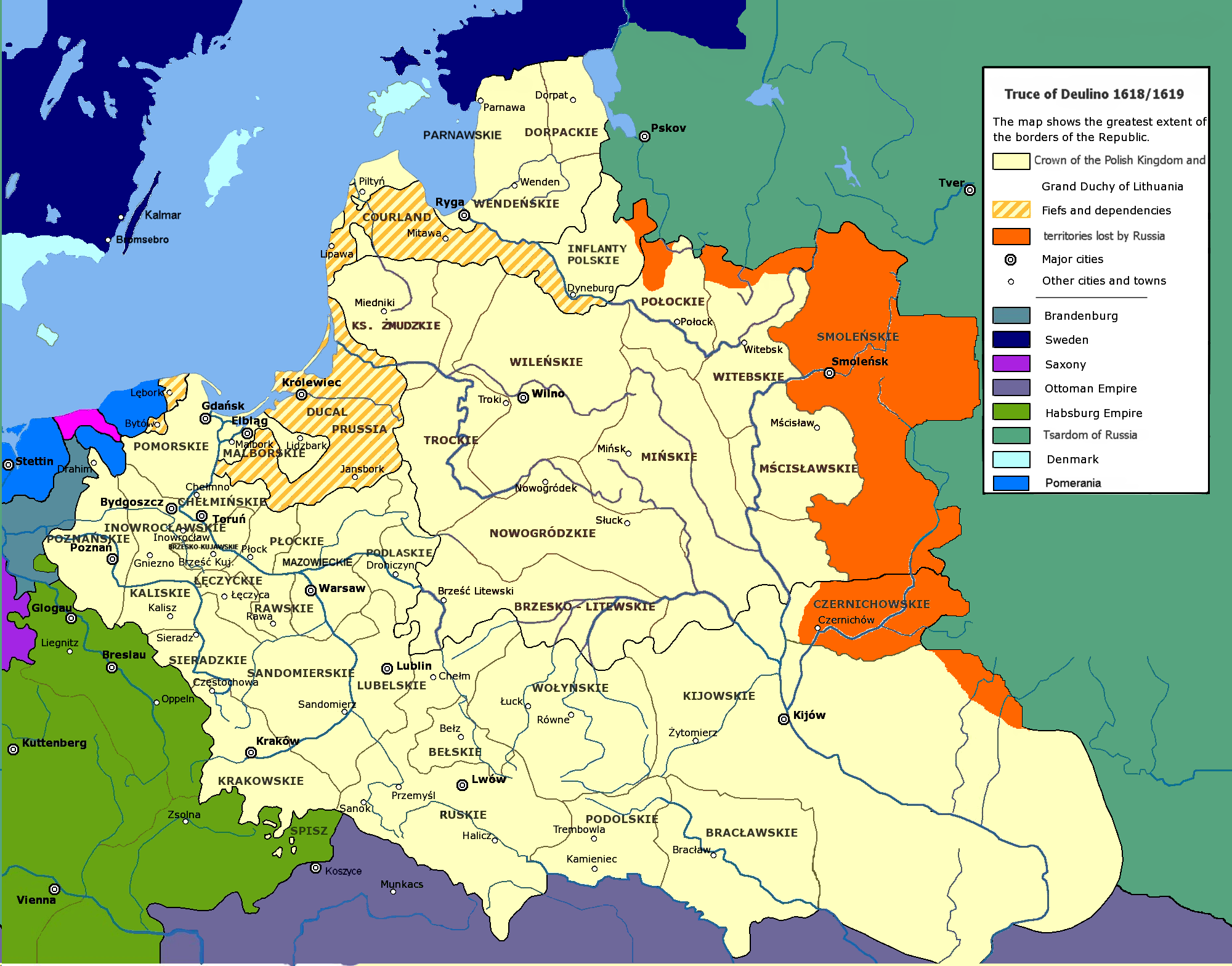
Границы Русского государства и Речи Посполитой до и после Деулинского перемирия 1618 года

Провал штурма Москвы фактически означал неудачу всего похода. Теперь у Владислава оставалась лишь возможность путём переговоров добиться уступок со стороны русского правительства. Но и у последнего пространства для дипломатических маневров почти не оставалось. Государство было истощено многолетней Смутой и интервенцией. Даже отступление польско-литовских войск от Москвы не означало перелома в войне. Внутренняя ситуация оставалась очень тяжелой. Кроме того, две армии неприятеля располагались в непосредственной близости от Москвы — польско-литовская у Троице-Сергиевого монастыря, а запорожская — у Калуги. 18 октября (3 ноября) запорожцы под командованием полковников Емца, Пирского, Милосного и Конши взяли штурмом Серпуховский посад, но городскую крепость взять не смогли и двинулись на соединение с войском Сагайдачного.
В ночь с 17 на 18 ноября (с 3 на 4 декабря) казаки Сагайдачного молниеносной атакой взяли Калужский посад, заставив гарнизон города под руководством воеводы М. Гагарина укрыться в городской крепости, которую осаждали вплоть до подписания перемирия. В таких условиях подписанное в деревне Деулино (близ Троице-Сергиева монастыря) перемирие было достигнуто ценой больших территориальных уступок — Речи Посполитой переходили Смоленские и Северские земли с городами Смоленск, Рославль, Белая, Почеп, Стародуб, Невель, Себеж, Новгород-Северский, Чернигов, Серпейск, Трубчевск и ряд небольших крепостей. Поляки, в свою очередь, возвращали крепости Мещовск, Мосальск, Козельск и Вязьму. С этого момента и до перехода Ливонии к Швеции в 1622 году территория Речи Посполитой достигла максимального размера в истории — 990 тыс. км²
Тяжелыми были и политические последствия. Царь Михаил Федорович официально отказывался от титулов правителя Ливонии, Смоленска и Чернигова, зато Владислав сохранял право писать в титуле «царь московский», что означало сохранение претензий на русский трон. Цена перемирия в Деулине была действительно чрезвычайно высока и сопоставима с потерями на северо-западе при заключении Столбовского мира. Россия была отброшена к границам конца XV века. Но главная цель была достигнута: перемирие в Деулине стало истинным завершением Смутного времени — после 13 лет кровавых междоусобиц и борьбы с внешними врагами Русское государство вернулось к нормальному развитию.
Запорожским казакам за участие в войне против Русского царства была выплачена плата от польского короля — 20 тысяч золотых и 7 тысяч штук сукна, а Сагайдачный со своим 20-тысячным войском отправился в Киев, где его «было проголошено Гетманом над Киевской Украиной и Гетманом всего войска Запорозького». Сагайдачный, «… мучимый укорами совести, от имени всего Войска Запорожского просил иерусалимского патриарха Феофана „об отпущении греха разлития крови христианской в Москве“, на что патриарх Феофан „…бранил казаков за то, что они ходили на Москву, говоря, что они подпали проклятию, указывая для этого то основание, что русские — христиане“».